# Handcuffs or Kisses
Handcuffs or Kisses er en amerikansk stumfilm fra 1921 af George Archainbaud.

## Medvirkende
- Elaine Hammerstein som Lois Walton
- Julia Swayne Gordon som Mrs. Walton
- Dorothy Chappell som Violet
- Robert Ellis som Peter Madison
- Alison Skipworth som Strodd
- Florence Billings som Dell
- Ronald Schabel som Leo Carstairs